# 2292 Seili
2292 Seili eller 1942 RM är en asteroid i huvudbältet som upptäcktes den 7 september 1942 av den finske astronomen Yrjö Väisälä vid Storheikkilä observatorium. Den är uppkallad efter Seili, en ö utanför Åbo.
Asteroiden har en diameter på ungefär 11 kilometer.